# Махаева, Зайнаб Алиевна
Зайнаб Алиевна Махаева (7 марта 1972, Мугурух) — российская эстрадная певица, Народная артистка Республики Дагестан (2007), Заслуженная артистка Дагестана (2003), Народная артистка Чеченской Республики (2013). Обладательница премии «Голос Кавказа», обладательница «Золотого диска» ТВРК «Прибой».

## Биография
Зайнаб Махаева по национальности — аварка, песни исполняет преимущественно на аварском языке.
Родилась и выросла в селе Мугурух (Дагестанская АССР). Большую часть своей жизни Зайнаб посвятила музыке. Она поет с детства, а в третьем классе заняла первое место в песенном конкурсе в районном центре — селении Цуриб Чародинского района.
В 2003 году в зале Русского театра в Махачкале состоялся её первый большой сольный концерт «Зеркало души», а также вышел одноимённый альбом. Песни «Белые птицы», «В моем сердце», «Мама», «Голубое небо», «Высота любви» стали хитами и долгое время находились на первых строчках музыкального хит-парада Холдинга «Прибой».
В 2003 году Зайнаб было присвоено звание заслуженной артистки Республики Дагестан, а в 2008 году, в канун предстоящего седьмого сольного концерта «Дыхание цветов», она была удостоена почётного звания народной артистки Республики Дагестан.
В 2010 году Зайнаб выпускает девятый сольный альбом «Песенная сказка», песня из которого «Вернись», исполненная Ларисой Гаджиевой и Зайнаб Махаевой на аварском и лакском языках, приобрела огромную популярность.
В 2011 году ей вручили «Золотой диск» от радиостанции «Прибой» за 180 песен, записанных Зайнаб Махаевой.
С 2011 года Зайнаб Махаева начала выступать на Чеченской эстраде.
В 2012 году её наградили почётным званием «Народная артистка Чеченской Республики».
Раз в год Зайнаб выпускает первый именной глянцевый журнал в Дагестане «Зайнаб», посвящённый ей и её творчеству.
Летом 2012 года в Турции Зайнаб сняла клип на песню «Не уходи».
В декабре 2013 года в Москве прошёл сольный концерт Зайнаб Махаевой «Словами моих песен».
4 ноября 2022 года за заслуги в развитии отечественной культуры и искусства, многолетнюю плодотворную деятельность она была награждена Почётной грамотой Президента Российской Федерации.
25 марта 2025 года за заслуги в развитии отечественной культуры и искусства, многолетнюю плодотворную деятельность была удостоена Благодарности Президента Российской Федерации .

## Дискография

### Альбомы
- 2003 — Зеркало души
- 2004 — Алмазная струна
- 2005 — Муза сердца
- 2005 — Букет любимых песен
- 2006 — Сказочная мечта
- 2006 — На берегу любви
- 2007 — Соловьиный рай
- 2008 — Дыхание цветов
- 2008 — Пою для тебя
- 2010 — Песенная сказка
- 2011 — Райская птица
- 2012 — Мечта сердца
- 2013 — Лунная ночь
- 2019 — Так звучит душа [5]
- 2019 — Хазина
- 2019 — Талисман души
- 2020 — Мой мир
- 2020 — Песни золотой осени
- 2021 — Горцы